# Gabányi János
Gabányi János (Szamosújvár, 1910. április 7. – Szamosújvár, 1996. május 6.) magyar újságíró, helytörténész.

## Életpályája
A kolozsvári Római Katolikus Főgimnázium elvégzése után Bukarestben kezdte el egyetemi tanulmányait, Kolozsvárt szerzett földrajz–történelem és magyar irodalom szakos tanári diplomát (1940). Szülővárosában középiskolai tanár nyugalomba vonulásáig (1972). Helyi, kolozsvári és bukaresti lapok munkatársa. Szamosújvári népszokásokat mutatott be az Ethnographia-Népéletben (Budapest 1938/1–2), a Makkai Ödön–Nagy Ödön Adatok téli néphagyományaink ismeretéhez című gyűjteményes kötetben (ETF 103) s a Volly István Erdélyi karácsonyi játékok című kötetben (Budapest 1940). Helytörténeti anyagából kiválik Szongott Kristófnak, a helybeli Armenia című örmény–magyar folyóirat szerkesztőjének életrajza (különlenyomat a szamosújvári állami gimnázium 1942–43-as évkönyvéből).
Szülővárosának régi épületeiről rajzokat, akvarellképeket és olajfestményeket készített, amelyeket Szamosújvárt, Kolozsvárt és Bukarestben állítottak ki.